# 미시소가 파워
오샤와 파워/미시소가 파워(Oshawa Power/Mississauga Power)는 온타리오주 오샤와/온타리오주 미시소가를 연고지로 하는 2011년~2015년 NBL 캐나다 센트럴 디비전 소속 프로 농구 팀이다.

## 역대 홈경기장
| 오샤와 파워/미시소가 파워 |               |                     |      |
| 경기장                    | 사용기간      | 장소                | 비고 |
| 제너럴 모터스 센터        | 2011년~2013년 | 온타리오주 오샤와   | 빈칸 |
| 허시 센터                 | 2013년~2014년 | 온타리오주 미시소가 | 빈칸 |